# Вместе с дельфинами
«Вместе с дельфинами» — российская телепередача, выходившая на «Первом канале» с 3 октября по 7 ноября 2015 года (с 4 по 8 января 2016 года выходили повторы), аналог испанского телешоу «Dolphins with the Stars».

## Основа
В рамках телепроекта «Вместе с дельфинами» тринадцать представителей российского шоу-бизнеса отправились в Сочи с целью освоить новую для себя профессию — тренера дельфинов. Место действия — сочинский дельфинарий в парке «Ривьера». Выбор места съёмок продюсеры объяснили идеальными условиями для участников: чистая морская вода, глубокие и просторные бассейны, квалифицированный персонал. Каждый участник получает в своё распоряжение одного заранее приручённого дельфина. С этого момента им предстоит не только добиться расположения своих новых подопечных, но и обучить их новым трюкам, придумать, подготовить и отрепетировать номера с их участием.
После репетиции номера звёздным участникам предстояло продемонстрировать результат работы на публике. Сложность номеров и артистизм исполнителей оценивают члены жюри, среди них Татьяна Тарасова, Сергей Шакуров, Владимир Коренев, Ирина Роднина, Леонид Якубович и Ефим Шифрин.
Съёмки проходили в течение сентября 2015 года. В конечном итоге было отснято и показано четыре выпуска передачи. Пятый выпуск передачи представлял собой подборку лучших моментов всего телепроекта и изначально планировался к показу в эфире 31 октября 2015 года. Однако в связи с произошедшей авиакатастрофой российского самолёта в Египте показ такого выпуска в телеэфире 31 октября стал невозможен, и передачу было решено перенести на 7 ноября 2015 года.
Программу вели Валдис Пельш и Мария Киселёва, комментировал шоу Кирилл Набутов. Также в проекте в качестве консультанта принимал участие Николай Дроздов, рассказывавший телезрителям о повадках дельфинов.
В начале каждого выпуска отображалась надпись, написанная шрифтом Impact большими буквами:
ВО ВРЕМЯ СЪЁМОК НИ ОДНО ЖИВОТНОЕ НЕ ПОСТРАДАЛО

## Участники проекта
- Лариса Долина
- Олег Газманов
- Светлана Журова
- Анастасия Заворотнюк
- Лера Кудрявцева
- Тина Кузнецова
- Максим Маринин
- Алла Михеева
- Антон Привольнов
- Дмитрий Саутин
- Яна Чурикова
- Максим Шарафутдинов

## Выпуски

### Выпуск № 1 (3 октября 2015 года)
Жюри: Татьяна Тарасова, Ефим Шифрин, Владимир Коренев, Сергей Шакуров
| №  | Участник             | Тарасова | Шифрин | Корнеев | Шакуров | Итого |
| -- | -------------------- | -------- | ------ | ------- | ------- | ----- |
| 1  | Алексей Ягудин       | 10       | 8      | 10      | 9       | 37    |
| 2  | Яна Чурикова         | 10       | 9      | 10      | 7       | 37    |
| 3  | Олег Газманов        | 8        | 8      | 7       | 8       | 31    |
| 4  | Максим Шарафутдинов  | 9        | 9      | 9       | 8       | 35    |
| 5  | Лариса Долина        | 8        | 7      | 8       | 8       | 31    |
| 6  | Антон Привольнов     | 9        | 10     | 8       | 8       | 36    |
| 7  | Анастасия Заворотнюк | 8        | 8      | 7       | 8       | 31    |
| 8  | Светлана Журова      | 7        | 7      | 5       | 7       | 26    |
| 9  | Максим Маринин       | 8        | 7      | 8       | 8       | 31    |
| 10 | Алла Михеева         | 9        | 7      | 5       | 8       | 29    |
| 11 | Дмитрий Саутин       | 7        | 5      | 8       | 10      | 33    |
| 12 | Тина Кузнецова       | 7        | 7      | 5       | 7       | 26    |
| 13 | Лера Кудрявцева      | 8        | 7      | 5       | 8       | 29    |

### Выпуск № 2 (10 октября 2015 года)
Жюри: Татьяна Тарасова, Ефим Шифрин, Владимир Коренев, Сергей Шакуров
Ефим Шифрин выступил в начале конкурса.
| №  | Участник             | Жюри 1 | Жюри 2 | Жюри 3 | Жюри 4 | Итого |
| -- | -------------------- | ------ | ------ | ------ | ------ | ----- |
| 1  | Алла Михеева         | 8      | 8      | 8      | 8      | 32    |
| 2  | Максим Маринин       | 6      | 7      | 7      | 7      | 27    |
| 3  | Яна Чурикова         | 7      | 8      | 7      | 7      | 29    |
| 4  | Алексей Ягудин       | 7      | 7      | 8      | 6      | 28    |
| 5  | Анастасия Заворотнюк | 9      | 8      | 9      | 8      | 34    |
| 6  | Олег Газманов        | 9      | 9      | 10     | 9      | 37    |
| 7  | Лера Кудрявцева      | 8      | 8      | 8      | 8      | 32    |
| 8  | Антон Привольнов     | 7      | 7      | 7      | 6      | 27    |
| 9  | Лариса Долина        | 7      | 7      | 7      | 7      | 28    |
| 10 | Дмитрий Саутин       | 5      | 6      | 7      | 6      | 24    |
| 11 | Тина Кузнецова       | 8      | 7      | 8      | 7      | 30    |
| 12 | Светлана Журова      | 7      | 7      | 8      | 7      | 29    |
| 13 | Максим Шарафутдинов  | 8      | 8      | 8      | 7      | 31    |

### Выпуск № 3 (17 октября 2015 года)
Жюри: Юлий Гусман, Владимир Коренев, Лариса Гузеева, Сергей Шакуров
В начале выпуска были Татьяна Тарасова, Леонид Якубович, Сергей Шакуров, Владимир Коренев, Юлий Гусман
| № | Участники                             | Жюри 1 | Жюри 2 | Жюри 3 | Жюри 4 | Итого |
| - | ------------------------------------- | ------ | ------ | ------ | ------ | ----- |
| 1 | Алла Михеева и Максим Маринин         | 9      | 9      | 9      | 9      | 36    |
| 2 | Лариса Долина и Максим Шарафутдинов   | 10     | 7      | 9      | 8      | 34    |
| 3 | Лера Кудрявцева и Дмитрий Саутин      | 9      | 10     | 10     | 9      | 38    |
| 4 | Яна Чурикова и Олег Газманов          | 9      | 10     | 10     | 8      | 37    |
| 5 | Анастасия Заворотнюк и Алексей Ягудин | 9      | 7      | 8      | 7      | 31    |
| 6 | Тина Кузнецова и Светлана Журова      | 9      | 8      | 9      | 7      | 34    |

Проект покинули Анастасия Заворотнюк и Алексей Ягудин, Тина Кузнецова и Светлана Журова, Лариса Долина и Максим Шарафутдинов, а также Антон Привольнов.

### Выпуск № 4 (24 октября 2015 года) — Финал
Жюри: Татьяна Тарасова, Владимир Коренев, Леонид Якубович, Сергей Шакуров
В финальном выпуске жюри не выставляло оценок. Конкурсанты по-прежнему выступали в парах, но на этот раз каждый участник показывал свой номер отдельно от партнёра. В конце выпуска среди трёх лучших финалистов был определён победитель сезона.
| № | Участник        | Мнение жюри   | Место |
| - | --------------- | ------------- | ----- |
| 1 | Олег Газманов   | Нет           | н/д   |
| 1 | Яна Чурикова    | Да (Тарасова) | 1     |
| 2 | Максим Маринин  | Нет           | н/д   |
| 2 | Алла Михеева    | Да (Якубович) | 2     |
| 3 | Дмитрий Саутин  | Нет           | н/д   |
| 3 | Лера Кудрявцева | Да (Шакуров)  | 3     |

Перед выступлением каждой пары были также показаны внеконкурсные выступления:
1. Лариса Долина — Ищу тебя (песня из фильма «31 июня»)
2. Лариса Долина, Тина Кузнецова, Олег Газманов — Эй, моряк
3. Олег Газманов — Ясные дни

Итог:
1. Яна Чурикова — победитель шоу
2. Алла Михеева — 2 место
3. Лера Кудрявцева — 3 место

### Выпуск № 5 (7 ноября 2015 года)
Лучшие моменты из всех четырёх отснятых выпусков передачи.

## Мнения участников
Светлана Журова:
Слава Богу, мы в гидрокостюмах, не в купальниках. И это радует. Потому что там бы было всё значительно хуже. А так есть разнообразная косметика, которая, слава Богу, водостойкая, которая позволяет нам и выглядеть, в общем-то, в бассейне неплохо. А наши девочки-дельфины, они просто красотки.

## Критика
Ещё на стадии анонса программа вызвала бурную негативную реакцию со стороны многих зрителей. В сети «ВКонтакте» объявлен флешмоб «Останови ТВ-шоу с дельфинами». Участники группы призывали проявить максимум усилий для прекращения съёмок телепрограммы. Была создана петиция, набравшая более 4,5 тысяч подписей (по другим данным 45 тысяч). На данный момент прошение подписали 120 тысяч человек.
Вячеслав Алексеев, руководитель центра изучения и сохранения морских млекопитающих, так ответил на критику:
Думаю, никакого страдания эти неподготовленные люди животным не причиняют. Да, в естественной среде обитания дельфины не катают животных (в данном случае людей) на спинах. Это противоестественно. Но, будучи в неволе, они вынуждены сотрудничать с человеком за еду. Многим вещам их можно обучить. Во время обучения устанавливается контакт тренера с животным. Может быть такое, что тренер не нравится дельфину, и тогда он просто не будет выполнять команды. Но очень часто многие вещи дельфины делают в удовольствие себе. Я сам раньше работал с дельфинами как тренер и наблюдал такие вещи. Так что если в Сочинском дельфинарии хороший тренерский состав, то вреда дельфинам проект не приносит.

## Рейтинги
Первый выпуск, согласно подсчётам TNS, занял 43 место в сотне самых популярных программ среди москвичей с долей 10,7 и рейтингом 3,4 % и 24 место в аналогичной сотне среди всех россиян (доля — 12,3 и рейтинг 3,9 %). В дальнейшем рейтинговые показатели программы колебались от 3,4 % до 4,4 % по Москве и от 4,1 % до 4,5 % по стране.